# Liste der deutschen Regierungsmitglieder (1918–1933)
Die Liste der deutschen Regierungsmitglieder von 1918 bis 1933 verzeichnet alle ehemaligen Mitglieder der Reichsregierung, also alle Reichskanzler und Reichsminister während der Weimarer Republik. Dies betrifft die Regierungsmitglieder während der Zeit des Rats der Volksbeauftragten (November 1918 bis Februar 1919), die Regierungsmitglieder gemäß dem Gesetz über die vorläufige Reichsgewalt (Februar bis August 1919) und die Regierungsmitglieder gemäß der Weimarer Verfassung (August 1919 bis Januar 1933).
Zu den Regierungsmitglieder während der Zeit des Nationalsozialismus von 1933 bis 1945 siehe Kabinett Hitler, Kabinett Goebbels und Kabinett Schwerin von Krosigk.

## Liste
Nicht aufgeführt sind die Reichsminister, die mit der vorübergehenden Wahrnehmung der Geschäfte eines erkrankten oder entlassenen Reichsministers beauftragt waren.

### A
- Heinrich Friedrich Albert (1874–1960), parteilos
  - 1923 Schatz
  - 1923 Wiederaufbau

### B
- Emil Barth (1879–1941), USPD
  - Mitglied des Rats der Volksbeauftragten (Ressort: Soziales)

- Gustav Bauer (1870–1944), SPD
  - 1919 Arbeit
  - 1919–1920 Reichsministerpräsident (ab August 1919 Reichskanzler)
  - 1920 Verkehr
  - 1920–1922 Schatz
  - 1921–1922 Vizekanzler

- Johann Becker (1869–1951), DVP
  - 1923 Wirtschaft

- Johannes Bell (1868–1949), Zentrum
  - 1919 Verkehr und Kolonien
  - 1919 Kolonien
  - 1919–1920 Verkehr

- Andreas Blunck (1871–1933), DDP
  - 1920 Justiz

- Franz Bracht (1877–1933), parteilos
  - 1932–1933 Inneres

- Magnus von Braun (1878–1972), DNVP
  - 1932–1933 Ernährung und Landwirtschaft

- Heinrich Brauns (1868–1939), Zentrum
  - 1920–1928 Arbeit

- Johann Viktor Bredt (1879–1940), WP
  - 1930 Justiz

- Ulrich von Brockdorff-Rantzau (1869–1928), parteilos
  - 1919 Auswärtiges

- Heinrich Brüning (1885–1970), Zentrum
  - 1930–1932 Reichskanzler
  - 1931–1932 Auswärtiges

### C
- Wilhelm Cuno (1876–1933), parteilos
  - 1922–1923 Reichskanzler

- Julius Curtius (1877–1948), DVP
  - 1926–1929 Wirtschaft
  - 1930–1931 Auswärtiges Amt

### D
- Eduard David (1863–1930), SPD
  - 1919–1920 Reichsminister ohne Geschäftsbereich
  - 1919 Inneres

- Bernhard Dernburg (1865–1937), DDP
  - 1919 Vizekanzler
  - 1919 Finanzen

- Hermann Dietrich (1879–1954), DDP
  - 1928–1930 Ernährung
  - 1930 Wirtschaft
  - 1930–1932 Vizekanzler
  - 1930–1932 Finanzen

- Wilhelm Dittmann (1874–1954), USPD
  - 1918–1919 Mitglied des Rats der Volksbeauftragten (Ressort: Demobilisierung und Verkehr)

### E
- Friedrich Ebert (1871–1925), SPD
  - 1918–1919 Vorsitzender des Rats der Volksbeauftragten (Ressort: Inneres und Militärwesen)

- Paul von Eltz-Rübenach (1875–1943), parteilos
  - 1932–1933 Post
  - 1932–1933 Verkehr

- Erich Emminger (1880–1951), BVP
  - 1923–1924 Justiz

- Matthias Erzberger (1875–1921), Zentrum
  - 1919 Reichsminister ohne Geschäftsbereich
  - 1919 Vizekanzler
  - 1919–1920 Finanzen

### F
- Anton Fehr (1881–1954), BB
  - 1922 Ernährung und Landwirtschaft

- Constantin Fehrenbach (1852–1926), Zentrum
  - 1920–1921 Reichskanzler

- Josef Frenken (1854–1943), Zentrum
  - 1925 Justiz

- Johannes Fuchs (1874–1956), Zentrum
  - 1923 besetzte Gebiete

### G
- Wilhelm von Gayl (1879–1945), DNVP
  - 1932 Inneres

- Günther Gereke (1893–1970)
  - 1932–1933 Reichskommissar Arbeit

- Otto Geßler (1875–1955), DDP
  - 1919–1920 Wiederaufbau
  - 1920–1928 Reichswehr
  - 1926 Vizekanzler

- Johannes Giesberts (1865–1938), Zentrum
  - 1919–1922 Post

- Georg Gothein (1857–1940), DDP
  - 1919 Reichsminister ohne Geschäftsbereich

- Georg Gradnauer (1866–1946), SPD
  - 1921 Inneres

- Wilhelm Groener (1867–1939), parteilos
  - 1921–1923 Verkehr
  - 1928–1932 Reichswehr

- Theodor von Guérard (1863–1943), Zentrum
  - 1929–1930 Justiz
  - 1930–1931 Verkehr

- Franz Gürtner (1881–1941), DNVP
  - 1932–1933 Justiz

### H
- Hugo Haase (1863–1919), USPD
  - 1918–1919 Vorsitzender des Rats der Volksbeauftragten (Ressort: Äußeres, Kolonien, Justiz)

- Eduard Hamm (1879–1944), DDP
  - 1923–1924 Wirtschaft

- Heinrich Haslinde (1881–1958), Zentrum
  - 1926–1927 Ernährung und Landwirtschaft

- Rudolf Heinze (1865–1928), DVP
  - 1920–1921 Vizekanzler
  - 1920–1921 Justiz
  - 1923 Justiz

- Oskar Hergt (1869–1967), DNVP
  - 1927–1928 Vizekanzler
  - 1927–1928 Justiz

- Andreas Hermes (1878–1964), SPD
  - 1920 Ernährung
  - 1920–1922 Ernährung und Landwirtschaft
  - 1923 Finanzen

- Rudolf Hilferding (1877–1941), SPD
  - 1923 Finanzen
  - 1928–1929 Finanzen

- Anton Höfle (1882–1925), Zentrum
  - 1923–1925 Post

### J
- Karl Jarres (1874–1951), DVP
  - 1923–1925 Vizekanzler
  - 1923–1925 Inneres

- Curt Joël (1865–1945), parteilos
  - 1931–1932 Justiz

### K
- Gerhard Graf von Kanitz (1884–1949), parteilos
  - 1923–1925 Ernährung und Landwirtschaft

- Walter von Keudell (1884–1973), DNVP
  - 1927–1928 Inneres

- Wilhelm Koch (1877–1950), DNVP
  - 1927–1928 Verkehr

- Erich Koch-Weser (1875–1944), DDP
  - 1919–1921 Inneres
  - 1920 Vizekanzler
- 1928–1929 Justiz

- Joseph Koeth (1870–1936), parteilos
  - 1923 Wirtschaft

- Heinrich Köhler (1878–1949), Zentrum
  - 1927–1928 Finanzen

- Adolf Köster (1883–1930), SPD
  - 1921–1922 Inneres

- Rudolf Krohne (1876–1953), DVP
  - 1925–1927 Verkehr

- Wilhelm Külz (1875–1948), DDP
  - 1926–1927 Inneres

### L
- Otto Landsberg (1869–1957), SPD
  - 1918–1919 Mitglied des Rats der Volksbeauftragten (Ressort: Finanzen und Presse)
  - 1919 Justiz

- Hans Luther (1879–1962), parteilos
  - 1922–1923 Ernährung und Landwirtschaft
  - 1923–1925 Finanzen
  - 1925–1926 Reichskanzler

### M
- Wilhelm Marx (1863–1946), Zentrum
  - 1923–1925 Reichskanzler
  - 1926 Justiz
  - 1926–1928 Reichskanzler

- Wilhelm Mayer (1874–1923), Zentrum
  - 1919–1920 Schatz

- Paul Moldenhauer (1876–1947), DVP
  - 1929–1930 Finanzen

- Hermann Müller (1876–1931), SPD
  - 1919–1920 Auswärtiges Amt
  - 1920 Reichskanzler
  - 1928–1930 Reichskanzler

- Karl Müller (1884–1964), Zentrum
  - 1922–1923 Ernährung und Landwirtschaft

### N
- Albert Neuhaus (1873–1948), DNVP
  - 1925 Wirtschaft

- Konstantin von Neurath (1873–1956), parteilos
  - 1932–1933 Auswärtiges

- Gustav Noske (1868–1946), SPD
  - 1918–1919 Mitglied des Rats der Volksbeauftragten (Ressort: Demobilisierung, Heer und Marine)
  - 1919–1920 Reichswehr

### O
- Rudolf Oeser (1858–1926), DDP
  - 1922–1923 Inneres
  - 1923–1924 Verkehr

### P
- Franz von Papen (1879–1969), parteilos
  - 1932 Reichskanzler

- Hugo Preuß (1860–1925), DDP
  - 1919 Inneres

### R
- Gustav Radbruch (1878–1949), SPD
  - 1921–1923 Justiz

- Walther Rathenau (1867–1922), DDP
  - 1921 Wiederaufbau

- Hans von Raumer (1870–1965), DVP
  - 1920–1921 Schatz
  - 1922 Auswärtiges

- Walther Reinhardt (1872–1930), parteilos
  - 1919–1920 Preußischer Kriegsminister

- Peter Reinhold (1887–1955), DDP
  - 1926–1927 Finanzen

- Friedrich Rosen (1856–1935), parteilos
  - 1921 Auswärtiges

- Frederic von Rosenberg (1874–1937), parteilos
  - 1922–1923 Auswärtiges

### S
- Georg Schätzel (1875–1934), BVP
  - 1927–1932 Post

- Philipp Scheidemann (1865–1939), SPD
  - 1918–1919 Mitglied des Rats der Volksbeauftragten (Ressort: Finanzen)
  - 1919 Reichsministerpräsident

- Martin Schiele (1870–1939), DNVP
  - 1925 Inneres

- Eugen Schiffer (1860–1954), DDP
  - 1919 Stellvertreter des Reichsministerpräsidenten
  - 1919 Finanzen
  - 1919–1920 Vizekanzler
  - 1919–1920 Justiz

- Kurt von Schleicher (1882–1934), parteilos
  - 1932–1933 Reichskanzler

- Alexander Schlicke (1863–1940), SPD
  - 1919–1920 Arbeit

- Otto von Schlieben (1875–1932), DNVP
  - 1925 Finanzen
  - 1927–1928 Ernährung und Landwirtschaft

- Robert Schmidt (1864–1943), SPD
  - 1919–1920 Ernährung
  - 1919–1920 Wirtschaft
  - 1921–1922 Wirtschaft
  - 1921 Justiz
  - 1923 Wiederaufbau
  - 1923 Vizekanzler

- Ernst Scholz (1874–1932), DVP
  - 1920–1921 Wirtschaft

- Carl Severing (1875–1952), SPD
  - 1928–1930 Inneres

- Walter Simons (1861–1937), parteilos
  - 1920–1921 Auswärtiges

- Wilhelm Sollmann (1881–1951), SPD
  - 1923 Inneres

- Adam Stegerwald (1874–1945), Zentrum
  - 1929–1930 Verkehr
  - 1930–1932 Arbeit

- Karl Stingl (1864–1936), BVP
  - 1922–1923 Post
  - 1925–1927 Post

- Gustav Stresemann (1878–1929), DVP
  - 1923 Reichskanzler
  - 1923–1929 Auswärtiges

### T
- Adolf von Trotha (1868–1940), parteilos
  - 1919–1920 Chef der Admiralität

### W
- Joseph Wirth (1879–1956), Zentrum
  - 1920–1921 Finanzen
  - 1921 Auswärtiges
  - 1921–1922 Reichskanzler
  - 1921–1922 Auswärtiges
  - 1922 Auswärtiges

- Rudolf Wissell (1869–1962), SPD
  - 1918–1919 Mitglied des Rats der Volksbeauftragten (Ressort: Soziales)
  - 1919 Wirtschaft